# Цыбульников, Георгий Владимирович
Гео́ргий Влади́мирович Цыбу́льников (21 ноября 1966) — российский гребец, бронзовый призёр Олимпийских игр. Заслуженный мастер спорта России.

## Карьера
На Олимпиаде в Атланте Георгий вместе с Олегом Горобием, Сергеем Верлиным и Анатолием Тищенко выиграл бронзовую медаль в гребле на байдарке-четвёрке на 1000 метров.
Двукратный бронзовый призёр чемпионатов мира.

## Награды
- Медаль ордена «За заслуги перед Отечеством» II степени (6 января 1997 года) — за заслуги перед государством и высокие спортивные достижения на XXVI летних Олимпийских играх 1996 года[2]